# Victoria (Tarlac)
Pour les articles homonymes, voir Victoria.
Victoria est une localité de la province de Tarlac, aux Philippines. En 2015, elle compte 63 715 habitants.